# Eberhard de Wurtemberg
Pour les articles homonymes, voir Eberhard de Wurtemberg (homonymie).
Eberhard de Wurtemberg, comte de Wurtemberg de 1228 à 1241, était fils de Louis III de Wurtemberg.
Son frère Ulrich Ier de Wurtemberg, né en 1226, lui succéda.